# Caterina di Savoia-Vaud
Caterina di Savoia-Vaud (1324 – 18 giugno 1388), figlia e unica erede sopravvissuta di Luigi II di Savoia, barone del Vaud, e di Isabella di Châlon, fu baronessa del Vaud dal 1349 al 1359, anno in cui vendette la baronia al conte Amedeo VI di Savoia e da allora tutti i sovrani sabaudi si fregiarono sempre, tra gli altri, anche del titolo di "Baroni del Vaud".

## Origine
Caterina era la figlia del barone di Vaud Luigi II (Luigi era citato come suo erede nel suo testamento del padre) e della moglie, Isabella di Châlon, che secondo la Histoire généalogique des ducs de Bourgogne de la maison de France era figlia di Giovanni I di Châlons (1259 † 1316), signore d'Arlay e di Margherita († dopo il 1300), figlia del Duca di Borgogna e re titolare di Tessalonica, Ugo IV di Borgogna e della sua seconda moglie Beatrice di Champagne.
Luigi II di Savoia-Vaud era il figlio quartogenito del barone di Vaud Luigi I (Luigi era citato come suo erede nel suo testamento del padre) e della sua seconda moglie, Giovanna di Montfort (Luigi era citato anche nel testamento della madre del 1293), che era figlia di Filippo di Montfort Signore di Castres e di la Ferté-Alais e della moglie Giovanna di Levis, come risulta dal documento nº 5295 del Recueil des chartes de l'abbaye de Cluny. Tome 6.

## Biografia
Caterina sposò il 1º ottobre 1330 il Signore di Milano Azzone Visconti, che, secondo il Rerum Italicarum scriptores, era figlio del Signore di Milano e vicario imperiale Galeazzo I e di Beatrice d'Este.
Caterina nel 1339 rimase vedova, infatti secondo il Gualvanei de la Flamma opusculum de rebus gestis Azonis Vicecomitis Azzone (miles Azo Vicecomes, comes Galluræ et dominus civitatis Mediolanensis) mori il 16 agosto (XVI Aug.) e fu sepolto nella cappella di famiglia (in capella sua quam construxerat in domo sua), senza lasciare una discendenza maschile..

### Erede del Vaud
Caterina non era l'erede della baronia del Vaud in quanto aveva un fratello, Giovanni, che però nel 1339 morì nella battaglia di Laupen; allora il loro padre Luigi II negoziò e ottenne dal conte Aimone di Savoia un privilegio unico per una femmina sabauda, vale a dire che Caterina potesse ereditare il governo delle terre del padre e i suoi titoli e trasmetterli ai suoi figli. Aimone probabilmente concesse questo privilegio unico rispetto ai costumi di Casa Savoia (che ordinavano la successione in linea solo maschile) perché ritenne che Caterina, già vedova di Azzone, fosse anche sterile, visto che dopo tanti anni di matrimonio la cugina fino ad allora non aveva mai avuto figli, perciò si aspettava che alla morte di Caterina stessa il Vaud sarebbe di nuovo tornato tra i domini sabaudi.
Nel 1340, dopo la morte del fratello Giovanni, suo padre Luigi II redasse un testamento in cui chiedeva espressamente di venire sepolto nell'abbazia di Altacomba e in cui dichiarava sua erede universale Caterina, a cui fece seguito, nel 1343, una PATENTI di Lodovico 2.o di Savoja Sig.e di Vaud, in cui confermava come sua erede universale, Caterina.
Luigi, secondo il Dizionario storico della Svizzera, morì tra il 18 e il 29 gennaio 1349, fu sepolto ad Altacomba e gli succedette Caterina.
Caterina, secondo la Chronique des comtes d'Eu, si sposò una seconda volta nell'ottobre del 1340 con il connestabile di Francia, conte di Eu e di Guînes, Rodolfo II di Brienne, figlio di Rodolfo II di Brienne e Giovanna di Mello. Caterina nel 1343, in assenza di figli, fece un testamento in indicava come suoi eredi la madre, Isabella di Châlon, e in caso di sua morte il padre, Luigi II.
Suo padre Luigi II, secondo il Dizionario storico della Svizzera, morì tra il 18 e il 29 gennaio 1349, fu sepolto ad Altacomba e Caterina divenne quindi la Baronessa del Vaud, al cui governo associò i suoi mariti; Caterina nel 1350, rimase vedova una seconda volta; sempre secondo la Chronique des comtes d'Eu, suo marito Rodolfo, il 19 novembre 1350, fu decapitato, per ordine del re di Francia Giovanni II il Buono.
Nel marzo del 1352 Caterina si sposò per la terza volta con il marchese di Namur, Guglielmo I di Fiandra, figlio del marchese di Namur Giovanni I e della moglie, Maria d'Artois, come ci viene confermato dal documento nº 66 del Cartulaire de la commune de Namur; Caterina di Guglielmo era la seconda moglie e gli diede tre figli, passati alla storia. Con il suo terzo marito Caterina visitò diverse volte il Vaud per tenere i contatti con i suoi feudatari.
Nel 1359 però, indebitata, Caterina vendette al conte Amedeo VI di Savoia ogni suo diritto sul Vaud, per una cifra di 160 000 fiorini d'oro. In questo modo il Vaud ritornò tra i possedimenti del ramo primigenio di Casa Savoia.

## Figli
Caterina al suo primo marito Azzone non diede figli.
Anche al suo secondo marito Rodolfo non diede figli.
Al terzo marito Guglielmo diede tre figli:
- Guglielmo (1355 - † 1418), conte di Namur[24]
- Giovanni († 1º marzo 1429), conte di Namur[25]
- Maria († 11 agosto 1412), andata sposa nel 1370 a Guido II di Blois-Châtillon († 1397), conte di Blois di Dunois e di Soissons e Signore d'Avesnes, poi nel 1405, a Pietro di Brabante, signore di Landreville, ammiraglio di Francia († 1428).

### Fonti primarie
- (LA)  Recueil des chartes de l'abbaye de Cluny. Tome 6.
- (LA)  Monumenta Germaniae Historica, Scriptores, tomus XXIII.
- (LA)  Lodovico Antonio Muratori, Rerum Italicarum scriptores. 12
- (LA)  Lodovico Antonio Muratori, Rerum Italicarum scriptores. 16
- (FR)  Recueil des historiens des Gaules et de la France. Tome 23
- (FR)  Cartulaire de la commune de Namur,Tome II

### Letteratura storiografica
- (FR)  Histoire généalogique des ducs de Bourgogne de la maison de France
- (FR)  Mémoires et documents publiés par la Société savoisienne, tome XXIX
- (FR)  Histoire des ducs de Bourgogne et des comtes de Forez
- Sezione Corte -> Testamenti de' sovrani, e principi della Real Casa di Savoia in Materie politiche per rapporto all'interno (Inventario n. 104) -> Testamenti -> Mazzo 1.4